# Supercoppa russa 2019 (pallavolo maschile)
La Supercoppa russa 2019 si è svolta il 9 novembre 2019: al torneo, dedicato alla memoria del pallavolista Porfirij Voronin, hanno partecipato due squadre di club russe e la vittoria finale è andata per la prima volta al Kuzbass.

## Regolamento
Le squadre hanno disputato una gara unica, valida peraltro anche per la quinta giornata di regular season del campionato 2019-20.

## Squadre partecipanti
| Squadra     | Qualificazione                  | Ultima partecipazione |
| ----------- | ------------------------------- | --------------------- |
| Kuzbass     | Vincitrice Superliga 2018-19    | Debutto               |
| Zenit-Kazan | Vincitrice Coppa di Russia 2018 | Supercoppa russa 2018 |

## Torneo
| 9 novembre 2019 SRK Arena, Kemerovo Durata: 1h:58 - Spettatori: 3 000 | Kuzbass | 3 - 1 | Zenit-Kazan | 21-25, 25-21, 25-19, 25-23 |